# Дарбангда
Дарбангда — река в Кобяйском улусе Якутии, приток реки Лена. Протяжённость реки составляет 35 км. Вытекает из Лены и впадает справа в протоку Кюнгкябир, впадающую в Лену слева в 1086 км от устья Лены.

## Данные водного реестра
По данным государственного водного реестра России и геоинформационной системы водохозяйственного районирования территории РФ, подготовленной Федеральным агентством водных ресурсов:
- Бассейновый округ — Ленский
- Речной бассейн — Лена
- Речной подбассейн — Лена ниже впадения Вилюя до устья
- Водохозяйственный участок — Лена от впадения Вилюя до водного поста ГМС Джарджан